# Battaglia di Stallupönen
La battaglia di Stallupönen è stata una battaglia del fronte orientale della prima guerra mondiale, combattuta il 17 agosto 1914.

## Gli antefatti
Assai prima di quanto s'aspettasse l'alto comando tedesco, i russi invasero la Prussia con due armate, la II del generale Aleksandr Samsonov e la I del generale von Rennenkampf; insieme le due armate contavano circa 150 000 effettivi. Contro di esse vi erano meno di 14 000 tedeschi, comandati dal generale tedesco Maximilian von Prittwitz.
Per bloccare l'invasione von Prittwitz affidò 12 000 uomini al generale Hermann von François, che marciò su Stallupönen; i tedeschi raggrupparono tutte le unità disponibili e portarono il totale dell'armata di von François a 40 000 uomini.

## La battaglia
Il 17 agosto le forze imperiali tedesche arrivarono a Stallupönen, ove si trincerarono in attesa delle forze russe che arrivarono di lì a poco. Von François schierò le sue truppe a mezzaluna su un'altura, affinché le sue truppe potessero disporre di tutta la loro potenza di fuoco. I russi, fedeli ad un modo di combattere ancora ottocentesco, attaccarono alla baionetta sull'altura difesa dai tedeschi.
Nonostante gli ordini fossero di non ingaggiare i Russi ma di ripiegare verso altre posizioni, von François decise di dare battaglia con la celebre frase: 'Il generale von François si ritirera' quando avrà sconfitto i russi'.
I tedeschi dispiegarono una potenza di fuoco notevole e con rapidi manovre aggiranti presero 3 000 prigionieri, riuscendo a ritardare l'avanzata russa, che sarebbe poi stata fermata a Tannenberg. La battaglia costò ai tedeschi 1 200 morti e ai russi 8 000 perdite, di cui 5 000 morti. Al termine dello scontro von François ripiego' di 20 km verso Gumbinnen.

## Curiosità
- Il generale russo Paul von Rennenkampf era nato in Estonia ma aveva chiarissime origine tedesche: per uno scherzo del destino, gli toccò combattere contro la nazione da cui discendeva.